# Resistência elétrica de Planck
A resistência elétrica de Planck ou impedância de Planck é a unidade de resistência elétrica, notada por ZP,  no sistema de unidades naturais conhecido como unidades de Planck.
{\displaystyle Z_{P}={\frac {V_{P}}{I_{P}}}={\frac {1}{4\pi \epsilon _{0}c}}={\frac {Z_{0}}{4\pi }}\approx } 29.9792458 Ω
onde
{\displaystyle V_{P}} é a tensão elétrica de Planck
{\displaystyle I_{P}} é a corrente elétrica de Planck
{\displaystyle c} é a velocidade da luz no vácuo
{\displaystyle \epsilon _{0}} é a permissividade do vácuo
{\displaystyle Z_{0}} é a resistência elétrica do vácuo